# 文彬 (韓國歌手)
文彬（： Moon Bin，1998年1月26日—2023年4月19日），韓國男歌手。2016年以ASTRO成員身分出道，2020年與團員尹產賀組成MOONBIN & SANHA。2023年4月19日在家中逝世，得年25歲。

## 早年
文彬出生於忠清北道清州市他的妹妹文秀雅是女團Billlie的成員。

## 演藝事業

### 出道前
2006年出演了東方神起《풍선(Balloons)》MV。2009年，在《花樣男子》中的饰演童年时期的蘇易正。

### 出道後
2015年8月18日，與團體成員ASTRO和師姐金賽綸合作主演MBC網絡劇《To Be Continued》首次亮相，做為出道的開端。
2016年2月23日，隨組合ASTRO發行首張迷你專輯《Spring Up》，正式宣告出道。
2019年，出演JTBC月火連續劇《18歲的瞬間》，飾演男配角鄭傲齊。 
2020年3月4日起與尹產賀擔任音樂節目Show Champion的固定MC，於2022年10月26日結束任期。同年出演了網路劇《人魚王子》，飾演男主角佑赫；後再與蔡元彬搭檔出演《人魚王子2》。9月與尹產賀以小分隊MOONBIN & SANHA發行迷你專輯《IN-OUT》，公開主打歌《Bad Idea》。
2022年3月15日，小分隊MOONBIN & SANHA以第二張迷你專輯《REFUGE》回歸，公開主打歌《WHO》。
2023年1月4日，小分隊MOONBIN & SANHA以第三張迷你專輯《INCENSE》回歸，公開主打歌《Madness》。1月20日，宣布小分隊將以韓國為起點，舉辦巡迴MINI FAN CON:[DIFFUSION]。

### 逝世
2023年4月19日，據《韓聯社TV》報導，韓國時間晚間8點10分左右，文彬被經紀人發現於首爾江南區家中倒臥身亡，根據警方推測排除他殺的可能性，死因尚未公布，所屬經紀公司Fantagio在4月20日深夜發出官方聲明。 ASTRO成員JINJIN、產賀和文彬的妹妹文秀雅於4月20日凌晨已陸續趕到首爾峨山醫院附設靈堂守靈，前成員ROCKY也到場悼念；去年5月入伍，在軍樂隊服役的MJ也向部隊請假，趕往靈堂與成員團聚。而在美國有行程的車銀優，原訂4月24日回國，在接到文彬死訊後立刻取消所有工作行程，搭機返韓，預計4月20日下午韓國時間5點50分入境，已於韓國時間下午6點14分出現在韓國仁川機場。 據韓媒報導，文彬的靈堂設在首爾峨山醫院，喪主是文彬的父親、母親與妹妹文秀雅，告別式在韓國時間4月22日上午8點舉行。

## 音樂作品

### FM201.8
| 發行日期      | 歌曲                   | 演唱者                   | 時長  |
| 2018年4月30日 | 언어 영역 （語言領域） | 文彬 & Weki Meki(Suyeon) | 03:11 |

## 影視作品

### 電視劇
| 年份 | 播放平台 | 劇名                    | 角色   | 備註     |
| 2009 | KBS      | 花樣男子 (2009年電視劇) | 蘇易正 | 客串幼年 |
| 2015 | Mnet     | 七顛八起具海拉          | 練習生 | 男配角   |
| 2019 | JTBC     | 18歲的瞬間              | 鄭傲齊 | 男配角   |

### 網路劇
| 年份 | 播放平台     | 劇名                    | 角色         | 備註   |
| 2015 | MBC every1   | To Be Continued         | 文彬         | 男主角 |
| 2017 | NAVER        | 偶像權限代理            | 練習生       | 客串   |
| 2017 | Naver TVCast | 復仇筆記                | 文彬         | 客串   |
| 2020 | Seezn        | 人魚王子                | 佑赫         | 男主角 |
| 2020 | Seezn        | 人魚王子: The Beginning | 崔佑赫       | 男主角 |
| 2020 | Naver TVCast | No Back 羅曼史          | 韓素丹的初戀 | 客串   |
| 2021 | YouTube      | Find me if you can      | 文道彬       | 客串   |

### 固定綜藝節目
| 年份      | 播放平台     | 節目名稱      | 播放日期         | 備註   |
| 2018      | XtvN         | 最新流行節目  | 10月6日–11月24日 | [ 8 ]  |
| 2019      | XtvN         | 最新流行節目2 | 9月7日–12月21日  | [ 9 ]  |
| 2020      | tvN          | Food Avengers | 6月24日–7月29日  | [ 10 ] |
| 2021–2022 | Coupang Play | SNL Korea 2   |                  | [ 11 ] |

### MV出演
| 年份 | 歌曲            | 演唱者   | 備註           |
| 2006 | 풍선 (Balloons) | 東方神起 | 飾演「小允浩」 |

## 外部連結
- 文彬的Instagram帳戶  （页面存档备份，存于）